# 喜連川神社
喜連川神社（きつれがわじんじゃ）は、栃木県さくら市の神社。

## 歴史
1563年（永禄6年）に創建された。尾張国海部郡津島（現・愛知県津島市）の牛頭天王社（現・津島神社）の分霊を勧請したものである。
当社には、喜連川藩の絵師牧野牧陵による「板絵著色神輿渡御図」を所蔵している。栃木県の文化財に指定されている。
7月26日から28日にかけて行われる例大祭は「天王祭」と呼ばれ、「暴れ神輿」として知られている。

## 文化財
- 板絵著色神輿渡御図（栃木県指定文化財 昭和63年12月27日指定）[4]

## 交通アクセス
- 矢板ICより車15分。